# Morze Irlandzkie
Morze Irlandzkie (dawniej także Morze Iryjskie, ang. Irish Sea; irl. An Mhuir Mheann lub An Mhuir Éireann, gael. Muir Eireann, wal. Môr Iwerddon, manx Mooir Vannin) – morze śródlądowe (szelfowe) położone między wyspami Irlandią i Wielką Brytanią. Połączone jest z wodami Oceanu Atlantyckiego poprzez kanały: Świętego Jerzego na południu i Północny na północy.
Powierzchnia wynosi około 105 tys. km². Głębokość maksymalna – 272 m. Większe wyspy: Anglesey, Man.
Główne porty: Dublin (Irlandia) oraz Belfast, Glasgow i Liverpool (Wielka Brytania).